# 4G
4G (англ. 4th Generation) — четверте покоління мобільного радіозв'язку, наступник 3G та 2G. 4G відрізняється швидкістю передачі даних, яка перевищує показники 3G в 200—500 разів, мережі четвертого покоління не використовують канал для передачі голосу, а працюють тільки з цифровими даними, телефонія переходить у формат VoIP, очікується, що в майбутньому це може привести до відмирання класичного комутування каналів зв'язку на користь чистої інтернет-телефонії.

## Історія
Стандарт та його розвиток були започатковані у 2000-х, більшість розвинених країн почала його масове введеняя у 2010-х. На території України продажі та перевикупи частотних ресурсів були проведені у 2018 році.

## Класифікація
Міжнародний союз електрозв'язку (англ. International Telecommunication Union, ITU) до стандартів четвертого покоління відносить стандарти мобільної передачі, затверджені у специфікації ITM-Advanced у жовтні 2010 року, кандидатами у четверте покоління були визначені 6 радіоінтерфейсів, серед них варіанти LTE-Advanced (3GPP LTE Release 10) та WiMax Release 2 (IEEE802.16m). LTE — термін, який використовується для позначення мереж, пропускна здатність яких становить не менше 10 Мбіт/с. 4G-мережі є новим стандартом зв'язку, який характеризується, в першу чергу, швидкістю з'єднання і високою якістю голосових дзвінків.
Незважаючи на використання деякими операторами позначень «4G» та «четверте покоління» у рекламі послуг, що надаються у стандартах Mobile WiMax (маються на увазі оператори Freshtel та Giraffe (Інтеллеком)) (IEEE802.16e) та LTE, такі мережі не відносяться до мереж IMT-Advanced, і не є кандидатами у четверте покоління. Сигнал інтернету 3G / 4G надходить на роутер,який роздає сигнал інтернету за допомогою Wi-Fi. При налаштуванні роутера встановлюється захист мережі Wi-Fi паролем.
21 жовтня 2010-го року в Женеві Міжнародний телекомунікаційний союз (ITU) завершив проведення оцінки шести технологій, представлених як можливі технології міжнародного мобільного бездротового зв'язку 4G, також відомої як IMT-Advanced. В результаті узгодження цих пропозицій двом технологіям було присвоєно офіційне визначення IMT-Advanced:
- «LTE-Advanced»
- «WirelessMAN-Advanced».

Це дозволяє їх кваліфікувати як справжні технології 4G.

## Розвиток
Компанія Ericsson повідомила про початок тестування експериментальної мобільної широкосмугової технології доступу в мережу Інтернет — LTE-Advanced. Вона забезпечує пропускну здатність у 10 разів вище, ніж існуюча технологія LTE. Зокрема, LTE-Advanced дозволяє здійснювати завантаження даних на швидкості 1 Гб/с. Вона забезпечує високу швидкість передачі даних і високу ємність мережі, які будуть затребувані в найближчі роки у зв'язку з появою великої кількості мобільних пристроїв, що мають доступ до мережі Інтернет.
Тестова система, заснована на комерційному обладнанні, сумісному зі стандартом 3GPP Release 10, розпочала роботу в тестовому діапазоні частот, виділеному PTS (Swedish Post and Telecom Agency — Шведське агентство телекомунікації та зв'язку). В рамках тесту здійснювалася передача даних між RBS і пересувним фургоном.
Очікувалося, що початок комерційної експлуатації технології LTE Advanced відбудеться в 2013 році. Але 9 жовтня 2012 року телекомунікаційна компанія Yota першою в світі запустила технологію мобільного зв'язку LTE-Advanced на комерційній основі.

## ВУкраїні

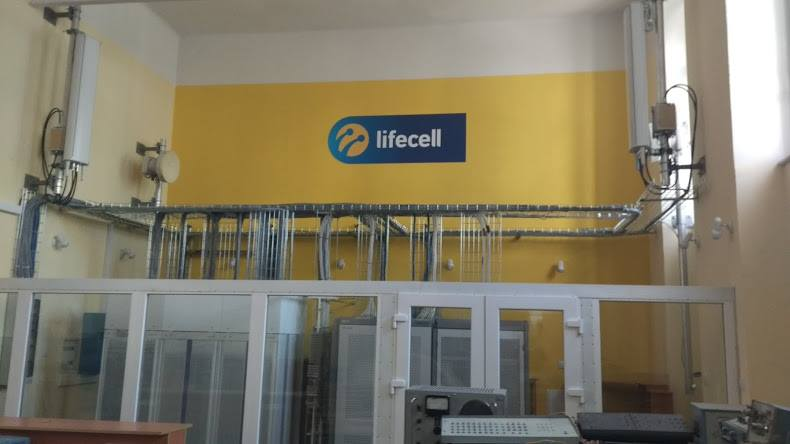
Навчальна 4G станція в ІТРЕ

### До2017
21 липня 2015 президент України Петро Порошенко підписав указ про запровадження 4G.
29 листопада 2016 року НКРЗІ розпочала процес обговорення реалізації частот 4G.
До 2017 року жодної LTE-мережі в Україні не було збудовано, попри те що компанія «ММДС-Україна» володіла ексклюзивними ліцензіями ще з середини 2011 року. 

### 2017
22 травня 2017 року, МОЗ підвищило норму гранично допустимого рівня електромагнітного випромінення в 4 рази — з 2,5 до 10 мкВт/кв. см, що допоможе пришвидшити впровадження мережі 4G.
23 травня 2017 року НКРЗІ встановила стартову вартість ліцензії на використання смуги 10 МГц (2×5 МГц) у всіх регіонах України на рівні 265 млн грн.
За умови сприятливого розвитку подій та швидкого ухвалення необхідних рішень НКРЗІ сподівається провести відкриті конкурси в діапазонах частот 2600 МГц та 1800 МГц під 4G.
18 серпня 2017 року Кабінет міністрів України вніс зміни в «План використання радіочастотного ресурсу України», згідно з якими діапазон 1800 МГц офіційно відкритий для запровадження технологій 4G. Також цими змінами розв'язується питання про гармонізацію спектра приладів короткого радіуса дії: медичні радіоімпланти, прилади для вимірювання рівня затоплення закритих резервуарів, автомобільні радари безпеки дорожнього руху, тощо.
18 вересня 2017 року оператор мобільного зв'язку Vodafone Україна повідомив, що почав встановлювати у низці регіонів країни обладнання Huawei з підтримкою технології single RAN і підвищеною пропускною здатністю, яке може бути використане в мережах різних стандартів — 2G, 3G і 4G. Фінальні роботи по оновленню мережі почалися з Харківської області, потім компанія встановить нове обладнання в Дніпропетровській і Чернігівській областях. 2017 року Huawei оновить обладнання на 850 майданчиках оператора, а до кінця 2018 року новим обладнанням буде оснащено близько 3500 базових станцій, що працюють в діапазоні 1800 МГц. В 2016 році Vodafone Україна повністю перейшов на закупівлю нового типу карт — USIM, яка дозволить користуватися послугами не тільки в GSM і UMTS мережах, але і в мережах 4G LTE
22 вересня 2017 р. НКРЗІ завершила підготовку нормативно-правових актів для впровадження в Україні мобільного зв'язку 4G. 7 листопада НКРЗІ повідомила, що учасників тендеру на продаж 4G-ліцензій в діапазоні 2600 МГц визначать 23 січня 2018 року, а торги відбудуться в кінці січня.
9 листопада 2017 р. Національна комісія призначила перший в Україні тендер на отримання ліцензій для запровадження зв'язку нового покоління 4G на 23 січня 2018 р. Ліцензії даватимуть на частоти 2600 МГц. Планувалось пізніше, ймовірно в лютому, провести і на діапазон 1800 МГц (хоча дати пізніше були змінені). Стартова ціна буде 2,3 млрд та 4 млрд грн відповідно Для участі в тендері подали заявки оператори мобільного зв'язку Київстар, Vodafone Україна та lifecell. Всі три оператора мають намір позмагатись за шість лотів по 10 МГц кожен, а сьомий, шириною 20 МГц, зацікавив лише представників Vodafone Україна та lifecell.
Кількість пристроїв з підтримкою технології 4G в мережі оператора Vodafone Україна за результатами 1 півріччя 2017 року перевищила 2,2 млн, збільшившись протягом року вдвічі. За прогнозами аналітиків компанії такий темп зростання проникнення пристроїв LTE збережеться в найближчі два роки. Таким чином, до моменту планового запуску 4G в 2018 році рівень проникнення смартфонів з підтримкою цієї технології в мережі Vodafone в середньому по країні сягне близько 20 %.

### 2018
31 січня 2018 року відбулись торги за ліцензії у приміщенні державного підприємства «Український державний центр радіочастот». Оператори Vodafone Україна, Lifecell та Київстар запропонували за 4G-ліцензії 2 млрд 456 млн грн. Найбільшу кількість лотів на торгах за отримання 4G-ліцензій на частоти 2600 МГц узяв оператор Київстар. Продано право на отримання ліцензій на користування радіочастотним ресурсом України строком на 15 років у діапазоні радіочастот 2600 МГц, загальною шириною смуги 80 МГц
22 лютого 2018 компанія Київстар оголосила про початок встановлення базових станцій 4G в діапазоні 2600 МГц (тобто стандарту FDD 2600, Band 7). Спочатку мережі 4G будуть розгорнуті у таких містах: Київ, Харків, Дніпро, Одеса, Ужгород, Вінниця, Хмельницький, Тернопіль та Львів. Також зв'язок нового покоління буде доступний мешканцям Івано-Франківська, Закарпатської, Львівської та Волинської областей у прикордонних районах. Перші станції мають запрацювати вже в квітні-травні того ж року.
Тендер на 4G у діапазоні 1800 МГц проведено 26 лютого 2018 року.
6 березня 2018 року відбувся наступний аукціон ліцензій на частоти в діапазоні 1800 МГц. Запуск мережі 4G заплановано на весну 2018 року. Спочатку у великих містах, потім у менших містах.
30 березня 2018 року, Lifecell і Vodafone запустили зв'язок 4G у близько 20 міст України. Передовсім Київ, Харків і Львів. Для того, щоб скористатися новим видом зв'язку потрібно мати мобільний телефон, що підтримує цей стандарт і сім-карту USIM. Вартість мобільного трафіку з новою послугою зростати не буде, українські мобільні оператори планують розробити тарифи, які є вигіднішими за 3G.
6 квітня 2018 року оператор Київстар також запустив мережу 4G в Україні.

### 2020
5 березня 2020 Київстар спільно з двома операторами почав надавати послуги 4G зв'язку з використанням частот у діапазоні 1800 МГц на станції метро «Академмістечко» у Києві і в тунелі до станції «Житомирська». Від 3 липня 2020 року, послуги швидкісного інтернету були розширені, з використанням частот у діапазонах 1800 МГц та 2600 МГц, ще на вісім станцій Київського метрополітену і в тунелях між ними. Це станції Житомирська, Святошин, Героїв Дніпра, Мінська, Оболонь, Сирець, Дорогожичі та Лук'янівська.
27 листопада 2020 в Україні завершився рефармінг частот у діапазоні 900МГц. На частотах 900 МГц історія запуску LTE в Україні розпочалася влітку 2018 року. Складність полягала у відсутності вільних частот у 900 діапазоні, які були нерівномірно розподілені між операторами та наявності у цьому діапазоні спеціальних користувачів. Необхідність враховувати дислокації засобів зв'язку Збройні Сили України у державі у стані війни не обговорювалися, тому була проведена науково-дослідна робота для сумісності роботи засобів спецзв’язку та цивільного мобільного зв’язку стандарту LTE. 
Далі основна переговорна робота полягала у пошуку варіантів добровільного та взаємно прийнятного обміну каналами між операторами, узгодження алгоритму усіх процесів. Завдяки роботі НКРЗІ, операторів, Генштабу, УДЦР та за підтримки Мінцифри є результат - за підрахунками операторів, мешканці понад 9,1 тис. населених пунктів, а це близько 5,4 млн українців вперше отримали покриття 4G.
Згідно з умовами  ліцензій, отриманих 1 липня 2020, оператори повинні забезпечити можливість отримання послуг з використанням LTE протягом 24 місяців у кожному населеному пункті із населенням більше 2 000 осіб за умови покриття не менше 90 % населення України, а також забезпечити покриття на міжнародних автомобільних дорогах протягом 30 місяців та національних – протягом 48 місяців від початку дії ліцензії. За умови виконанні даних ліцензійних умов станом на 1 липня 2022 року охоплення мобільним Інтернетом складатиме не менше 90 % населення України.

### 2023
В Україні мобільний протокол передавання даних LTE досить розвинутий і широко застосовується мобільними операторами. Так, 30 жовтня 2023 року, мобільний оператор «Київстар» повідомив про те, що наразі буде продовжувати розвивати технологію LTE, яка має пропускну спроможність до 10 Мбіт/с. Згідно з планом, вже до 2026 року рівень покриття має сягнути 98 % території України.

### 2024
19 листопада 2024 року Національною комісією, що здійснює державне регулювання у сфері зв'язку та інформатизації (НКЕК) проведено аукціон із розподілу частот для 4G LTE у діапазонах 2100 МГц, 2300 МГц та 2600 МГц. За підсумками аукціону у діапазоні 2100 МГц (Band 1 (FDD)) отримали додаткові частоти Київстар, Vodafone Україна та lifecell, частотну смугу діапазону 2300 МГц (Band 40 (TDD)) отримав Київстар, а частотну смугу діапазону 2600 МГц (Band 38 (TDD)) отримала компанія Vodafone Україна. Термін дії ліцензій складає 15 років.
| Діапазон               | Оператор мобільного зв'язку | Uplink, МГц             | Downlink, МГц           |
| ---------------------- | --------------------------- | ----------------------- | ----------------------- |
| FDD 900 МГц (Band 8)   | Київстар                    | 888,8 – 895             | 933,8 – 940             |
| FDD 900 МГц (Band 8)   | Vodafone Україна            | 900 – 905               | 945 – 950               |
| FDD 900 МГц (Band 8)   | lifecell                    | 895 – 900               | 940 – 945               |
| FDD 1800 МГц (Band 3)  | Київстар                    | 1725 – 1750 1770 – 1780 | 1820 – 1845 1865 – 1875 |
| FDD 1800 МГц (Band 3)  | Vodafone Україна            | 1750 – 1770 1780 – 1785 | 1845 – 1865 1875 – 1880 |
| FDD 1800 МГц (Band 3)  | lifecell                    | 1710 – 1725             | 1805 – 1820             |
| FDD 2100 МГц (Band 1)  | Київстар                    | 1960 – 1980             | 2150 – 2170             |
| FDD 2100 МГц (Band 1)  | Vodafone Україна            | 1940 – 1960             | 2130 – 2150             |
| FDD 2100 МГц (Band 1)  | lifecell                    | 1920 – 1940             | 2110 – 2130             |
| TDD 2300 МГц (Band 40) | Київстар                    | 2355 – 2395             | 2355 – 2395             |
| FDD 2600 МГц (Band 7)  | Київстар                    | 2520 – 2535             | 2640 – 2655             |
| FDD 2600 МГц (Band 7)  | Vodafone Україна            | 2510 – 2520             | 2630 – 2640             |
| FDD 2600 МГц (Band 7)  | lifecell                    | 2535 – 2545 2565 – 2570 | 2655 – 2665 2685 – 2690 |
| TDD 2600 МГц (Band 38) | Vodafone Україна            | 2575 – 2610             | 2575 – 2610             |